# Иславское
Исла́вское — село в Одинцовском районе Московской области. Расположено на Рублёво-Успенском шоссе. Входит в состав муниципального образования «Одинцовский городской округ».

## Население
| 2002 | 2006 | 2010 |
| ---- | ---- | ---- |
| 91   | →91  | ↗328 |

## История
В письменных источниках село впервые упоминается в 1358 году в завещании Ивана Красного, — как Воиславское. В 1620  году дворцовое село было отдано в поместье братьям Борису и Глебу Ивановичам Морозовым. В 1624 году здесь числились «помещичий двор, два двора приказчиков, два двора людских и 39 крестьянских дворов, где жило 54 человека, и деревянная церковь великомученика Георгия». В 1636 году село было продано владельцам из поместья в вотчину. После смерти боярина Глеба Ивановича Морозова половина села в 1663 году досталась его вдове Федосье Прокопьевне — знаменитой проповеднице староверия «боярыне Морозовой», и сыну Ивану Глебовичу. Через два года умер и Борис Иванович Морозов и в 1668 году его вдова Анна Ильинична отдала свою часть Иславского племяннику Ивану Глебовичу.

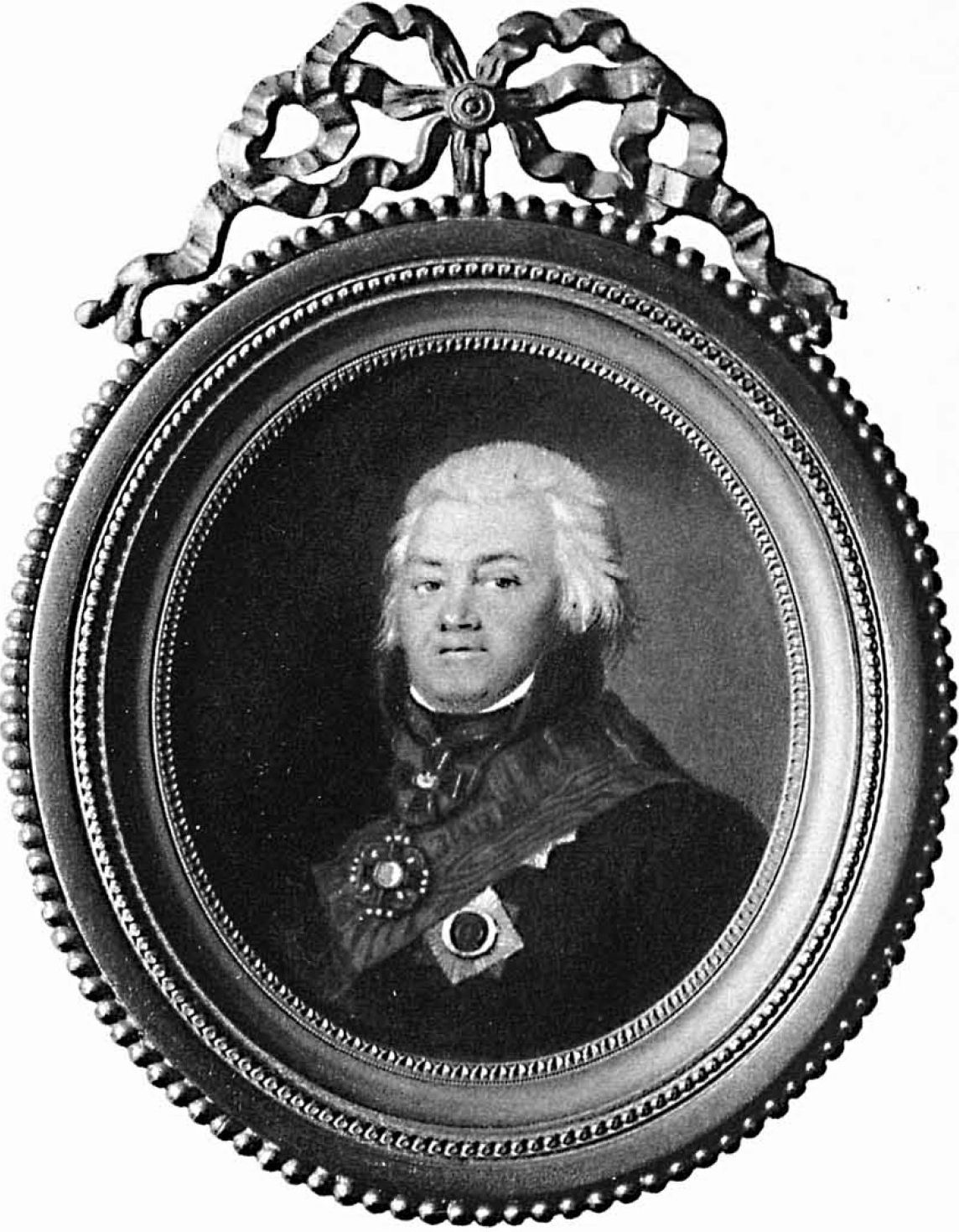
И. П. Архаров

Иван Глебович умер бездетным и село вновь стало дворцовым. В 1682 году оно было пожаловано вдове боярина Матвея Васильевича Апраксина Домне Богдановне и её детям стольникам Петру, Фёдору и Андрею. Спустя три года Домна Богдановна уступила свою часть детям, а в 1687 году в результате семейного раздела владельцами Иславского стали Андрей и Фёдор. В 1713  году Фёдор Матвеевич уступил свою половину брату Андрею, тот передал имение по наследству сыну — Фёдору Андреевичу, при котором в селе была поставлена деревянная церковь Спаса Нерукотворного Образа.

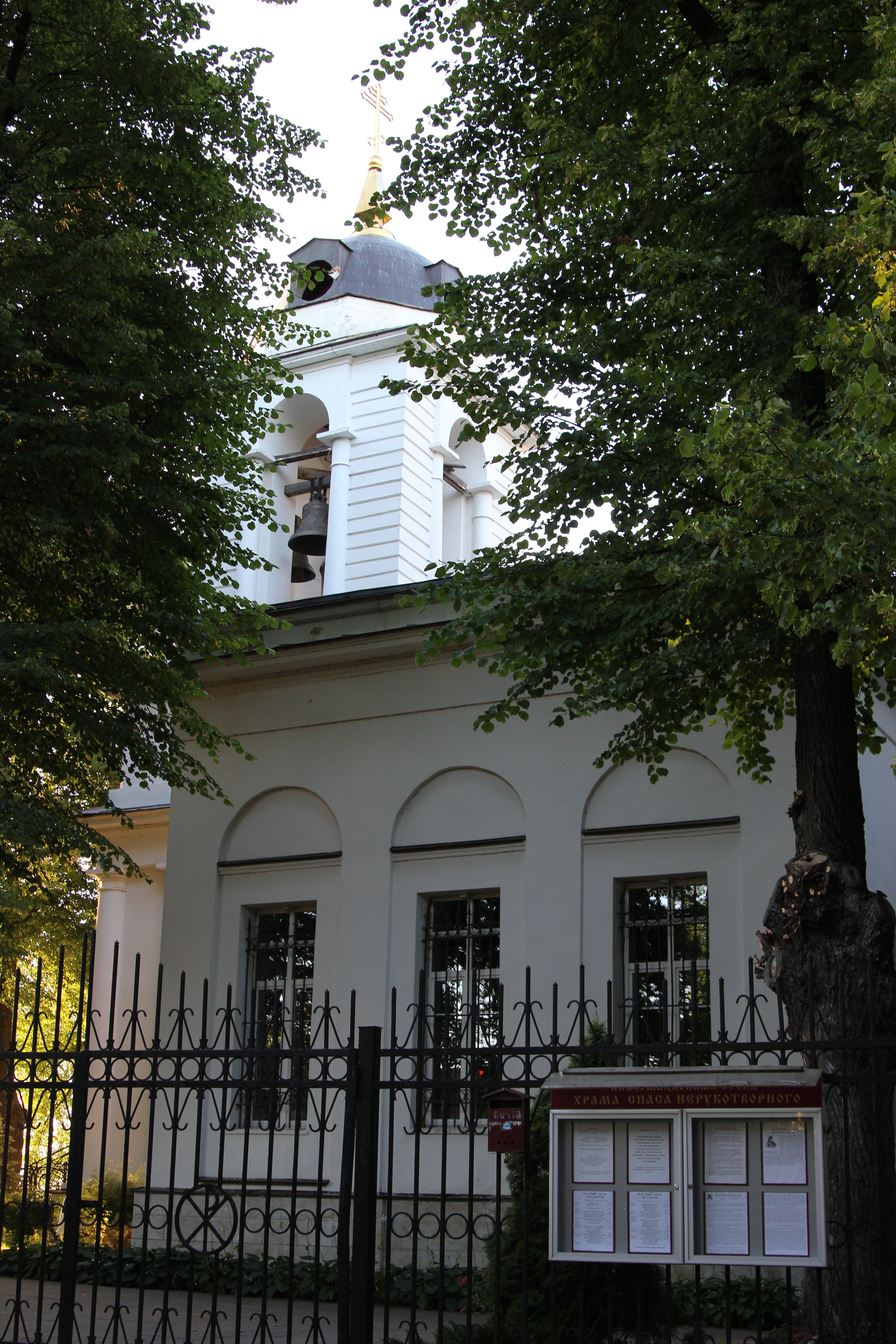
Спасская церковь

В 1779 году, унаследовавший имение граф Матвей Фёдорович Апраксин продал его вдове Ивана Ивановича Дурново Пелагее Павловне, которая сразу заложила его жене Ивана Петровича Архарова Анне Яковлевне, за которой имение с 371-й ревизской душой было утверждено Вотчинной коллегией в 1780 году.
В 1799 году И. П. Архаров выстроил здесь каменный храм, по-прежнему посвящённый образу Спаса, — с двумя приделами: в честь иконы «Всех скорбящиих радости» и великомученика Георгия. его жены Екатерины Александровны.

Летом Архаровы переезжали в подмосковную, Звенигородского уезда село Иславское, куда съезжались соседи и москвичи погостить. Игры и смехи не прекращались. Я видел впоследствии его пространные сады, развалины деревни, флигели для приезжавших и самый помещичий дом, сохранивший легендарное значение.
После смерти Архарова Иславское перешло к его дочери Марии, затем к её мужу З. Н. Посникову. При нём, перед продажей имения И. Д. Лорис-Меликову, в 1852 году здесь значились церковь, 41 двор, 213 душ мужского и 215 женского пола. В 1867 году Иславское было продано с торгов полковнику И. В. Лихачеву, тут же уступившего его потомственному почётному гражданину И. О. Сушкину. Его вдова, Татьяна Ивановна, к 1890 году открыла здесь начальное училище, попечительницей которого была сама. Затем имение перешло её внуку Михаилу Ивановичу Алексееву, который в 1902 году устроил в Иславском конный завод. Часть земель (с находящейся на них водяной мельницей), прилегавших к восточной границе имения (787 десятин, с хорошим лесом) Алексеев продал Ивану Викуловичу Морозову, который выстроил здесь в 1912—1914 гг. по проекту архитекторов В. М. Маята и В. Д. Адамовича господский дом в стиле неоклассики с комплексом служб; усадьба получила название Горки.

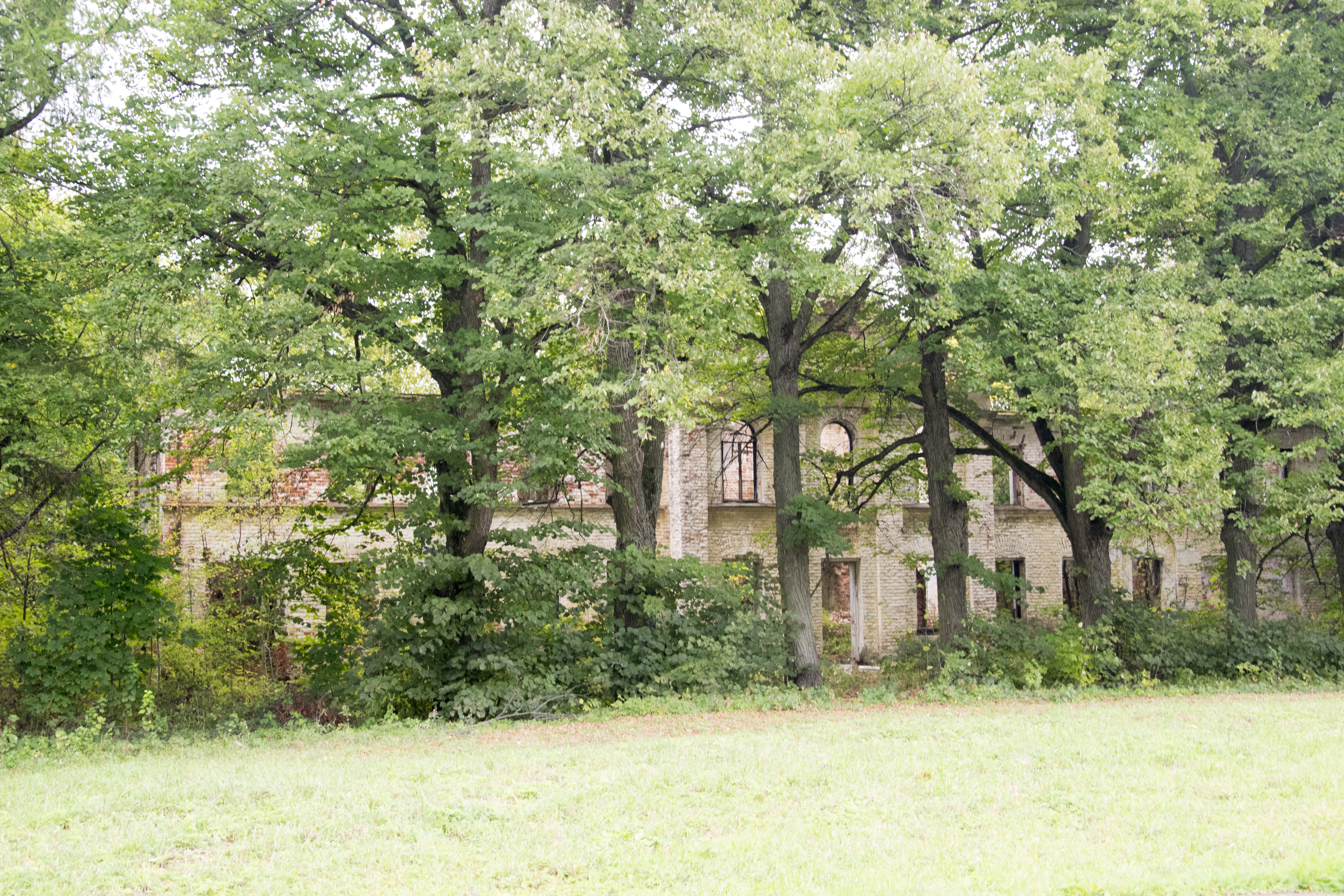
Усадьба «Иславское»

В 1914  году владельцами имения стали Иван Иванович и Александра Ивановна Зимины.
От усадьбы до начала XXI века сохранился полуразрушенный фасад барского дома в стиле классицизма (сильно пострадал от пожара в 1998  году и ныне заброшен) и церковь Спаса Нерукотворного (отреставрирована и действует).
В 1918—1922 годах Иславское было центром Аксиньинской волости Звенигородского уезда Московской губернии. По переписи 1926 года в Иславском находился 131 двор, где проживало 593 человека, имелись сельсовет и школа 1-й ступени. По данным переписи 1989 года в нём насчитывается 85 дворов и 112 человек постоянного населения.